# كيث لي
كيث لي (بالإنجليزية: Keith Lee)‏ مواليد 28 ديسمبر 1962 في أركنساس، هو لاعب كرة سلة أمريكي سابق. بدأ مسيرته الاحترافية في سنة 1985. تم اختياره من قبل فريق شيكاغو بولز خلال الدرافت. حمل الرقم 24. يبلغ طوله 6 قدم 10 بوصة (2.1 م). اعتزل اللعب في 1995.

## روابط خارجية
- كيث لي على موقع إن بي أي (الإنجليزية)
- كيث لي على موقع سبورتس رفرنس (الإنجليزية)
- كيث لي على موقع إي إس بي إن.كوم (الإنجليزية)
- كيث لي على موقع كلية كرة السلة في سبورتس رفرنس.كوم (الإنجليزية)
- كيث لي على موقع ريلجم (الإنجليزية)
- كيث لي على موقع بروبوليرز (الإنجليزية)